# 王氏水牛
王氏水牛（學名：Bubalus wansijocki）是一種已滅絕的水牛，生存於更新世晚期，為萨拉乌苏动物群的一種動物。本種的化石最早於1922年由桑志華的化石挖掘團隊在中國綏遠的薩拉烏蘇遺址發現，於1928年描述發表，種小名為紀念發掘此化石的當地蒙古族農民旺楚克。後來東北、華北與華東的數個地點皆有出土王氏水牛的化石，為中國出土的約十種水牛化石中分布範圍最廣者。

## 發現與研究
1922年，旅居中國的法國考古學家、耶穌會傳教士桑志華至綏遠挖掘化石，其團隊中一位來自鄂尔多斯烏審旗的農民旺楚克（漢名石王順）挖到了一具水牛頭骨的化石，後經古生物學家與考古學家瑪瑟蘭·蒲勒與德日進確認為新種，桑志華將旺楚克的名字紀錄為Wangsijok（一說為誤以為旺楚克的漢姓為王），為紀念其貢獻而以他的名字作為本種的種小名，將本種命名為王氏水牛（Bubalus wansijocki）。旺楚克的女婿也參與了化石挖掘，不幸在一起挖掘洞穴坍塌的事故中罹難。桑志華曾表示旺楚克與一些農民在參與挖掘化石時受傳教士的影響皈依了天主教。
隨後王氏水牛的化石在內蒙古满洲里、黑龍江哈爾濱和肇源、吉林、遼寧、陝西與江蘇等地，皆有出土，為中國出土的約十種水牛化石中分布範圍最廣者。1996年，黑龍江肇源附近出土了較完整的王氏水牛化石，除頭骨外還包括頸椎、胸椎、腰椎、肩胛骨、肱骨、尺骨、橈骨、股骨、脛骨、腓骨、腕骨、跗骨、掌骨、蹠骨與部分趾骨和肋骨等，現收藏於肇源博物館。
2014年，有學者提出將2008年於北京出土的富地水牛視為王氏水牛的一個亞種。

## 特徵
王氏水牛化石在東北和披毛犀和猛犸象一起出土，可能是身披長毛的耐寒大型動物。現生的水牛僅分布於中國南方，不見於秦嶺淮河以北，有研究顯示當時中國北方的氣溫可能較暖，而使水牛、大象與鴕鳥等現在僅分布於南方的動物得以在北方生存，不過王氏水牛最早的發現處（內蒙古薩拉烏蘇）也有古菱齒象，古菱齒象與猛獁象尚無共生於一處的紀錄，前者生長環境濕熱，後者生長環境乾燥寒冷，王氏水牛可分別與兩種象共生於一處，可能顯示其對環境的適應力較強。

## 演化
早期的古生物學家楊鍾健分析數種中國水牛化石的顱骨和牛角形態，將其分為角心細長的德氏水牛與角心粗短的短角水牛兩大支，後來的學者進一步補充認為角心細長的丁氏水牛為德氏水牛演化支所分出，短角水牛演化支則包括三角水牛、固鎮水牛、楊氏水牛與王氏水牛，演化過程中牛角由粗短（短角水牛與三角水牛）漸變為粗大（固鎮水牛、楊氏水牛與王氏水牛），其中楊氏水牛為短角水牛和王氏水牛中間的演化環節；角心短小的現生水牛可能也與短角水牛的演化支較為接近。2000年有學者提出另一觀點，將固鎮水牛、三角水牛、楊氏水牛與現生水牛歸為一支，王氏水牛則為此一演化支的姊妹群。2008年亦有研究支持三角水牛、楊氏水牛與現生水牛同支，王氏水牛則較早分出的結論。